# Glyphocarpus cygneus
Glyphocarpus cygneus là một loài rêu trong họ Bartramiaceae. Loài này được Mont. A. Jaeger mô tả khoa học đầu tiên năm 1875.